# ポーク郡 (オレゴン州)
ポーク郡（英: Polk County）は、アメリカ合衆国オレゴン州にある郡の一つ。『オレゴン・ジオグラフィック・ネームズ』に拠れば、郡名はアメリカ合衆国第11代大統領のジェームズ・ノックス・ポークに由来する。人口は8万7433人（2020年）。郡庁をダラスに置いている。セイラム大都市圏の一部を形成する。

## 歴史

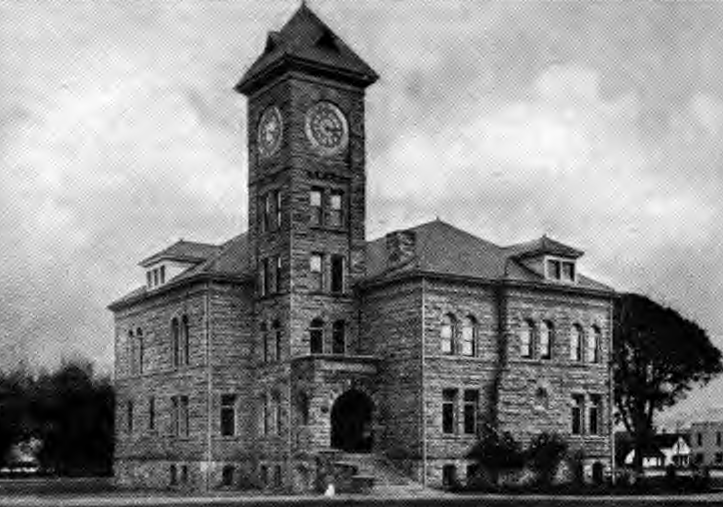
ポーク郡庁舎（ダラス）

1845年12月22日、オレゴン準州議会によりヤムヒル郡のカリフォルニア州との州境付近が分離する形でポーク郡が成立した。郡の範囲は、ベントン郡やリンカーン郡の成立に伴って数回の変更が行なわれた。ポーク郡の南部で多くの郡が独立していくにつれ、ポーク郡の郡域はカリフォルニア州との州境から次第に遠く離れていった。
ポーク郡最初の郡庁は、シンシアン（またはシンシア・アン）と呼ばれたリッカーオール川北側の集落に設置された。1852年、市議会により市名がシンシアンから、ジェームズ・ポークに下で副大統領を務めたジョージ・M・ダラスの名を取った「ダラス」に改称された。1880年代から1890年代にかけて、郡庁を近隣にあるインディペンデンスに移そうという動きがあったが、結局実現することはなかった。

## 経済
郡の主要産業は農業、林業、製造業、教育である。ポーク郡では、オレゴン州第2位の規模による葡萄栽培が行なわれており、その面積は 5.3 km²（1322エーカー）に上る。モンマスの西オレゴン大学が、主要な雇用組織である。

## 政治
ポーク郡はオレゴン州の西部にあるが、政治的には州東部の特徴と一致する。政党に所属している有権者の大半が、オレゴン州東部と同様に共和党を支持している。2008年アメリカ合衆国大統領選挙において、有権者の48.92%が共和党のジョン・マケインに投票し、48.43%が民主党のバラク・オバマに投票し、2.64%が第3政党もしくはwrite-in candidateに投票した。この数値は2004年大統領選挙の時と比べるとわずかに民主党に移行している。2004年の大統領選挙の時には、55%が共和党のジョージ・W・ブッシュに投票し、43.6%が民主党のジョン・ケリーに投票し、1.4%が第3政党もしくはwrite-in candidateに投票した。

## 地理
アメリカ合衆国国勢調査局によると、郡の総面積は1,944 km² (744 mi²) で、その内 1,919 km² (741 mi²) が陸地で、0.42% にあたる8 km² (3 mi²) が水地である。
ポーク郡の西側、2/3の面積が森林に覆われており、ほとんどが針葉樹および混種である。ローレル山の周りには温帯雨林があり、オレゴン州で最も降雨量が多い地域である。
郡の東半分はウィラメット渓谷に属している。

### 隣接郡
- ヤムヒル郡（北）
- マリオン郡（東）
- リン郡（南東）
- ベントン郡（南）
- リンカーン郡（西）
- ティラムック郡（北西）

### 国立保護地域
- バスケット・スラウ国立野生動物保護区
- サイユースロー国立森林公園（一部）

## 人口動態
以下は2000年国勢調査による人口統計データである。
| - 人口: 62,380人 - 世帯数: 23,058世帯 - 家族数: 16,140家族 - 人口密度: 32人/km²（84人/mi²） - 住居数: 24,461軒 - 住居密度: 13軒/km²（33軒/mi²） 人種別人口構成 - 白人: 89.19% - アフリカン・アメリカン: 0.42% - ネイティブ・アメリカン: 1.85% - アジア人: 1.09% - 太平洋諸島系: 0.25% - その他の人種: 4.48% - 混血: 2.72% - ヒスパニック・ラテン系: 8.78% 祖先構成 - ドイツ系: 20.4% - イングランド系: 12.3% - アメリカ系: 7.6% - アイルランド系: 7.4% 年齢別人口構成 - 18歳未満: 25.40% - 18-24歳: 11.70% - 25-44歳: 24.70% - 45-64歳: 23.40% - 65歳以上: 14.80% - 年齢の中央値: 36歳 - 性比（女性100人あたり男性の人口） - 総人口: 94.00 - 18歳以上: 89.60 | 世帯と家族（対世帯数） - 18歳未満の子供がいる: 32.10% - 結婚・同居している夫婦: 57.10% - 未婚・離婚・死別女性が世帯主: 9.20% - 非家族世帯: 30.00% - 単身世帯: 22.30% - 65歳以上の老人1人暮らし: 9.90% - 平均構成人数 - 世帯: 2.62人 - 家族: 3.07人 収入と家計 - 収入の中央値 - 世帯: 42,311米ドル - 家族: 50,483米ドル - 性別 - 男性: 36,667米ドル - 女性: 26,272米ドル - 人口1人あたり収入: 19,282米ドル - 貧困線以下 - 対人口: 11.50% - 対家族数: 6.30% - 18歳未満: 12.50% - 65歳以上: 5.50% |

## 都市と町
- ダラス（郡庁所在地）
- インディペンデンス
- モンマス
- フォールズシティ
- セイラム （大部分がマリオン郡に属すが、ウィラメット川を挟んだウェストセイラム地区のみがポーク郡に入り込んでいる。）
- ウィラミナ（大部分がヤムヒル郡に属すが、一部でポーク郡に属している。

### 非法人地域、国勢調査指定地域
| - ベセル - ブエナ・ビスタ（ゴーストタウン） - エレンデール（ゴーストタウン） - エオラ - グランドロンド | - ペディー - ペリーデール - リッカーオール - バルセッツ（ゴーストタウン） - ジーナ |